# Bondorf
Bondorf es un municipio alemán perteneciente al distrito de Böblingen de Baden-Wurtemberg.

## Localización
Se ubica en el suroeste del distrito, unos 20 km al suroeste de la capital distrital Böblingen junto a la carretera A81.

## Historia
El municipio alberga los restos de una villa romana. Se conoce la existencia de la actual localidad desde 1150, cuando se menciona en el monasterio del Reichenbach como una localidad del ducado de Suabia. En 1363, los condes de Hohenberg vendieron la localidad a los condes de Wurtemberg. Se desarrolló como poblado ferroviario a partir de 1879, cuando se abrió aquí una estación en la línea de ferrocarril que une Stuttgart con Freudenstadt.

## Demografía
A 31 de diciembre de 2015 tiene 5854 habitantes.